# کارمن هارت
کارمن هارت (انگلیسی: Carmen Hart؛ زاده ۱۲ مارس ۱۹۸۴) یک بازیگر پورنوگرافی اهل ایالات متحده آمریکا است.